# Vasik Rajlich
Vasik Rajlich, né en 1971 à Cleveland dans l'Ohio (États-Unis), est un maître international d'échecs tchéco-américain et le créateur de Rybka, l'un des plus forts programmes informatiques d'échecs au monde,,,,.

## Biographie
Né aux États-Unis où ses parents tchèques faisaient leurs études, il a grandi à Prague avant de revenir plus tard aux États-Unis à l'université. Il est diplômé du MIT.
Il a épousé Iweta Radziewicz le 19 août 2006, une joueuse d'échecs polonaise, grand maître Internationale féminine en 1997 et Maître International (mixte) en 2002. Elle l'aida dans le développement de Rybka comme testeuse du programme. Le couple vit actuellement à Varsovie en Pologne.
Il a participé, avec son équipe, à des tournois d'échecs avancés pour centaures et a remporté deux éditions de l'important PAL/CSS-Freestyle Tournament, sponsorisé par le PAL Group d'Abu Dhabi.

## Disqualification et expulsion du WCCC
Le 28 juin 2011, après enquête, l'International Computer Games Association conclut que Rajlich avait plagié deux autres programmes d’échecs : Crafty et Fruit. L’ICGA déchut Rybka de ses titres de Champion du monde d’échecs des ordinateurs de 2006 à 2010 et exclut à vie Rajlich de toute épreuve organisée ou sanctionnée par l’ICGA. Rajlich avait répondu auparavant à ces accusations dans un courriel du 13 mai 2011 adressé à David Levy, président de l'ICGA : « Rybka “ne contient pas de code de jeu écrit par d’autres personnes”, en dehors des exceptions établies qui ne comptent pas comme “code de jeu”. [...] La vague formule “dérivé du code de jeu écrit par d’autres personnes” ne s'applique pas à Rybka, à mon sens. »